# Якубовичі
Якубовичі — старовинний білоруський шляхетський рід та російський дворянський рід, висхідний до XVII століття. Користувався гербами Якубович, Равич, Топор.
Згідно з літописними свідченнями, родоначальником їх був Федір Якубович, котрий в 1654 р. був обдарований маєтками, гетьман Війська Запорізького Богдан Хмельницький надав йому звання полковника Чигиринського полку.
Дворянський рід цього прізвища був записаний Губернським дворянським депутатським зібранням у VI частину дворянської родовідної книги Воронезької губернії Російської імперії і був затверджений Герольдією Урядового Сенату в стародавньому (стовповому) дворянстві.